# Hyperaeschra lamida
Hyperaeschra lamida är en fjärilsart som beskrevs av William Schaus 1937. Hyperaeschra lamida ingår i släktet Hyperaeschra och familjen tandspinnare. Inga underarter finns listade i Catalogue of Life.